# Annalise Murphy
Annalise Murphy (Rathfarnham, 1º febbraio 1990) è una velista, ciclista su strada e pistard irlandese.

## Vela

### Palmarès

#### Olimpiadi
- 1 medaglia:
  - 1 argento (Rio de Janeiro 2016 nella classe Laser Radial)

## Ciclismo

### Palmarès

#### Pista
- 2023

Dublin International, Scratch (Dublino)
Campionati irlandesi, Inseguimento a squadre (con Jennifer Bates, Autumn Collins e Francine Meehan)
Campionati irlandesi, Inseguimento individuale
Campionati irlandesi, Americana (con Ellen Ni Cleirigh)
- 2024

Campionati irlandesi, Inseguimento individuale
Campionati irlandesi, Americana (con Ellen Ni Cleirigh)

#### Altri successi
- 2025

Waller Cup